# Vrouwenboekhandel
Een vrouwenboekhandel is een bedrijf waar men boeken kan kopen die voor, door en over vrouwen geschreven zijn, met betrekking tot onder meer de onderwerpen emancipatie en feminisme. Een vestiging van een dergelijk gespecialiseerde  boekhandel heet een vrouwenboekwinkel. In de praktijk zijn 'vrouwenboekhandel' en 'vrouwenboekwinkel' min of meer synoniemen. 

## Ontwikkelingen over de opkomst van de vrouwenboekhandel

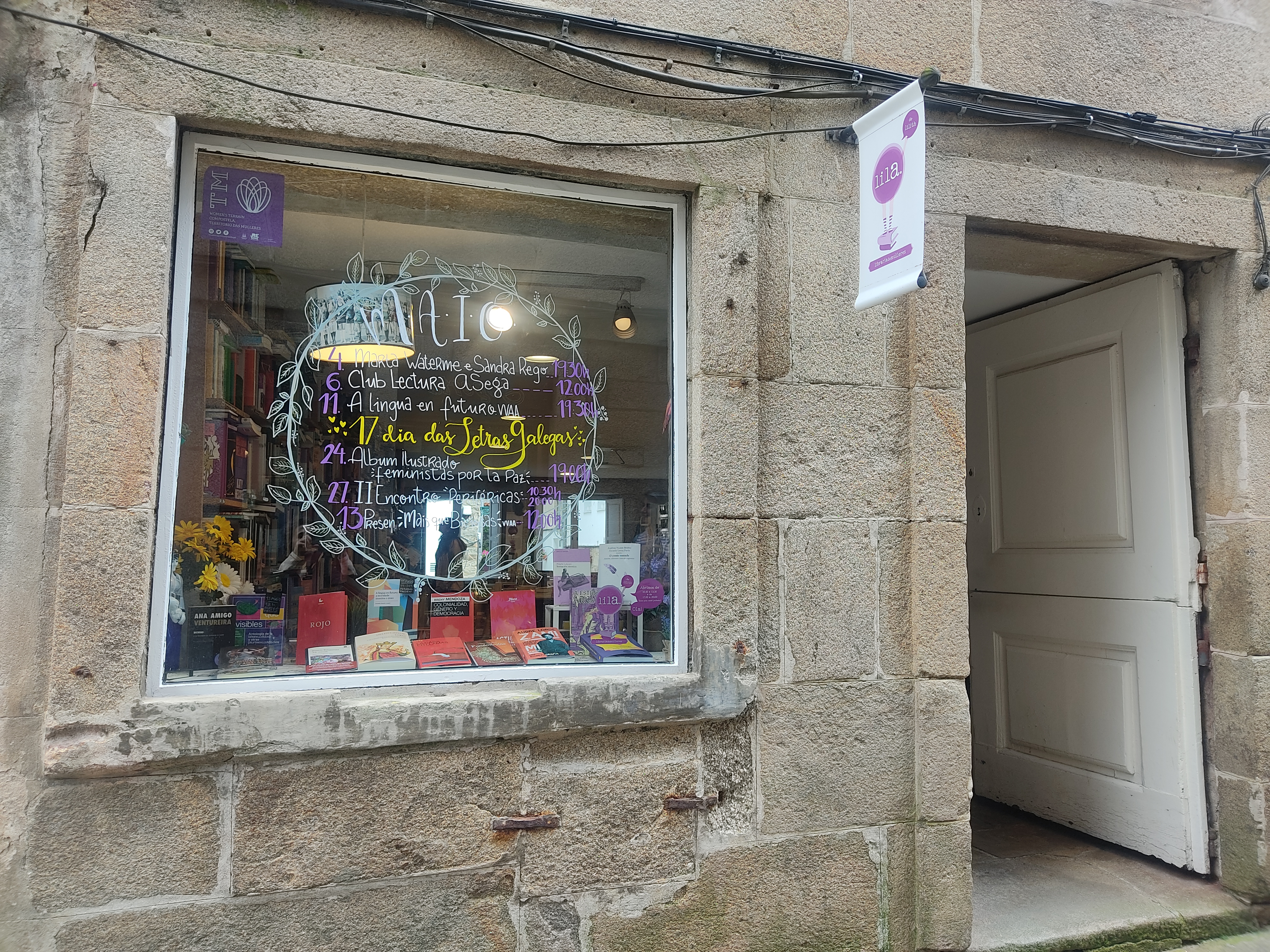
Lila de Lilith in Spanje (2023)

De vrouwenboekhandel ontstond eerst in de Verenigde Staten, zo rond 1970, die genoemd werden naar een van voornoemde onderwerpen: de eerste feministische boekhandels. In de periode die daar aan vooraf ging ontstond opnieuw een golf van aandacht voor het feminisme, ook wel de tweede feministische golf genoemd. Daarbij was ook behoefde aan literatuur en documentatie over het onderwerp feminisme, maar ook andere onderwerpen zoals emancipatie, seksualiteit en seksueel geweld. Na 1990 ontstond de derde feministische golf en in de periode daar tussen ontstonden in verschillende landen vrouwenboekhandels.

## De opkomst van de vrouwenboekhandel in Nederland
In 1974 werd de eerste vrouwenboekhandel in Nederland – genaamd De Heksenkelder - geopend aan de Oudegracht 261 te Utrecht. Daarbij werd meteen ook een vrouwencafé – genaamd De Heksenketel - geopend, omdat bij het verwerven van literatuur en documentatie ook veel gespreksstof opleverde. Daar was tevens een ruimte voor vergaderingen van emancipatiegroepen, exposities van kunstenaressen en andere activiteiten. Het doel van de bedrijfsvoering was de ‘emancipatie van de mens’. Dat ideaal was algemeen geformuleerd, maar lesbianisme speelde een centrale rol in hun feminisme. In 1984 werd - na een verhuizing - de naam van de voornoemde heksenkelder gewijzigd in Savannah Bay. In 1976 werd de tweede vrouwenboekhandel geopend in Amsterdam onder de naam Xantippe en daarna volgden er nog enkele vrouwenboekhandels in andere plaatsen, zoals in 1978 De Feeks in Nijmegen en in 1981 BoekenNel in Eindhoven, waaronder ook andere gespecialiseerde boekhandels zoals de lhbt-boekhandel. In oktober 1985 startte Vrouwenboekwinkel Trix met een boekenplankje in het pas geopende Haagse Vrouwenhuis. In november 1985 waren er veertien vrouwenboekhandels in Nederland.